# Tristramella simonis intermedia
Tristramella simonis intermedia is een ondersoort van de straalvinnige vissen uit de familie van de cichliden (Cichlidae). De wetenschappelijke naam van de soort is voor het eerst geldig gepubliceerd in 1959 door Steinitz & Ben-Tuvia.